# Symphonie no 3 de Piston
Pour les articles homonymes, voir Symphonie no 3.
La symphonie no 3 a été écrite par Walter Piston en 1946-1947.

## Historique
La troisième symphonie a été commandée par la Koussevitzky Music Foundation et Piston a commencé à travailler sur elle en 1946, complétant la partition à Woodstock, Vermont, durant l'été 1947. La symphonie a été créée le 9 janvier 1948, par l'Orchestre symphonique de Boston dirigé par Serge Koussevitzky, et le compositeur a dédié l'œuvre à la mémoire de l'épouse du chef d'orchestre, Natalie Koussevitzky. Piston a reçu le prix Pulitzer de Composition de musique en 1948 pour sa troisième symphonie.

## Structure
L'œuvre est en quatre mouvements:
1. Andantino (5/4)
2. Allegro (2/4)
3. Adagio (4/4)
4. Allegro (4/4)

L'œuvre dure environ 35 minutes.
La symphonie s'ouvre par un mouvement lent, présentant trois thèmes principaux. Il est suivi par un scherzo avec trio et par un mouvement lent avec variations. Le finale a été interprété comme une célébration de la fin de la Seconde Guerre mondiale.